# Red Panda
Rong "Krystal" Niu (1970 o 1971) es una acróbata china-estadounidense que actúa bajo el nombre artístico de Red Panda. Su acto consiste en montar un monociclo de unos 2,1 m mientras atrapa y equilibra múltiples cuencos de cerámica en sus pies y cabeza. Es conocida por sus actuaciones durante los espectáculos de medio tiempo de los juegos de la Asociación Nacional de Baloncesto (NBA). También apareció en la temporada 8 de America's Got Talent.

## Trayectoria
Niu nació y creció en Taiyuan en Shanxi, China. Sus padres, GuiZhang Niu y Jiang LongDi, eran ambos acróbatas. Rong Niu es una acróbata de cuarta generación; su madre, su abuela y su bisabuela también hacían acrobacias con cuencos. Comenzó a practicar con 7 años bajo la tutela de su padre y luego asistió a un internado de artes acrobáticas. También realizó giras internacionales con el Shanghai Acrobatic Troupe desde los 14 hasta los 19 años.
Se trasladó a los Estados Unidos cuando tenía 19 años, primero a Orlando, Florida, y luego a Sunset District de San Francisco, California, donde vive desde entonces.

## Carrera
Después de mudarse a los Estados Unidos, Niu envió audiciones a varios circos y lugares de eventos. El día de Acción de Gracias de 1993, recibió una invitación para actuar en un partido en casa de Los Angeles Clippers, que necesitaban un reemplazo de última hora para una cancelación. En la temporada siguiente, actuó durante el entretiempo de más de 40 partidos de la NBA. Desde entonces, ha actuado regularmente en juegos de la NBA, desarrollando un "seguimiento de culto" entre fanáticos y periodistas deportivos. También ha actuado con frecuencia durante espectáculos de entretiempo de partidos de baloncesto universitario. Dime la llamó "la mejor actuación de entretiempo del baloncesto".
En 2013, apareció en la 8ª temporada de America's Got Talent y se ganó un lugar como cuartofinalista, pero abandonó el programa por motivos personales cuando a su padre le diagnosticaron cáncer. Dejó de actuar para cuidarlo. Entrenando un día mientras cuidaba de su padre, Niu se cayó hacia atrás de su monociclo y se rompió la muñeca. Fue su primera lesión importante como acróbata. Su padre murió en 2014. Posteriormente, su madre tuvo también problemas de salud. Niu volvió a actuar en juegos de la NBA en 2015, actuando en el primer partido en casa de los Memphis Grizzlies 2015-16 el 28 de octubre.
Su actuación dura aproximadamente 5 1⁄2 minutos, e incluyen 16 cuencos de metal pintados de blanco. Ella estima que tiene un espectáculo perfecto entre el 75 y el 80 por ciento de las veces. Durante su pausa en 2014, Darren Rovell informó que ganaba 5.000 dólares por actuación en su apogeo, y para 2019, unos 2.500 - 3.000 dólares.
En enero de 2018, su monociclo hecho a medida fue robado del área de recogida de equipaje en el Aeropuerto Internacional de San Francisco. Usó temporalmente un monociclo improvisado hecho con piezas viejas y rotas. Después de enterarse del robo, los Golden State Warriors pagaron para reemplazar el monociclo.

## Reconocimientos
En abril de 2024, se abrió una petición en change.org para solicitar que Liu, forme parte del Salón de la Fama del Baloncesto Naismith, por ser la mejor artista de medio tiempo de la historia del baloncesto.